# Obajgora
Obajgora (Servisch cyrillisch Обајгора) is een plaats in de Servische gemeente Bajina Bašta. De plaats telt 834 inwoners (2002).